# Sennheiser
Sennheiser é uma empresa alemã fundada em 1945 por Fritz Sennheiser e que fabrica equipamentos de audio, sua sede fica na cidade de Wedemark, Alemanha.

## História

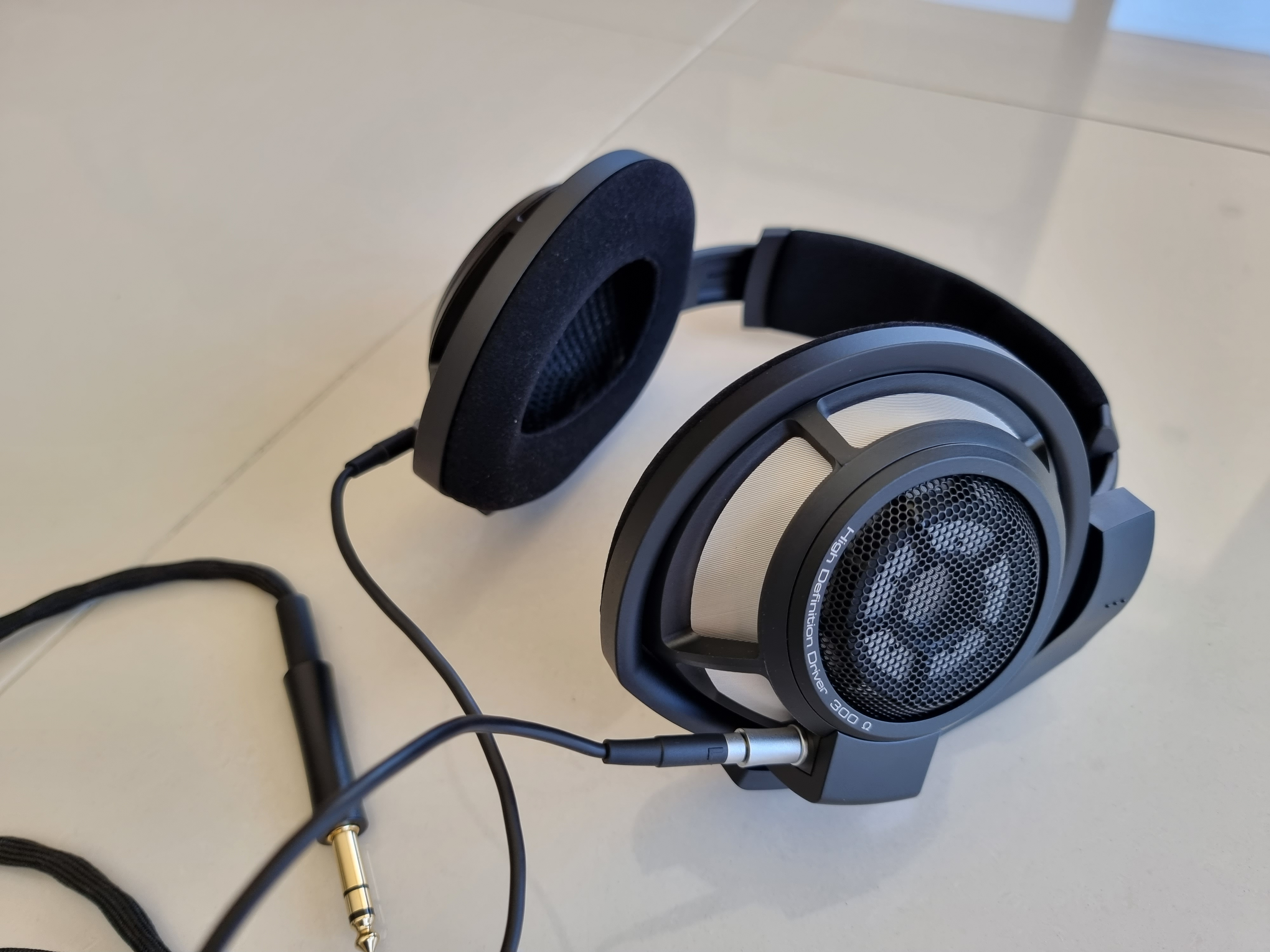
Fone de ouvido HD800S da Sennheiser

A empresa foi fundada em 1945, logo após o fim da Segunda Guerra Mundial, por Fritz Sennheiser  e sete colegas engenheiros da Universidade de Hannover. Inicialmente a empresa foi chamada de Laboratorium Wennebostel (abreviado como "Labor W"), em homenagem à vila de Wennebostel no município de Wedemark, para onde foi realocado durante a guerra, o primeiro produto da empresa foi um voltímetro.

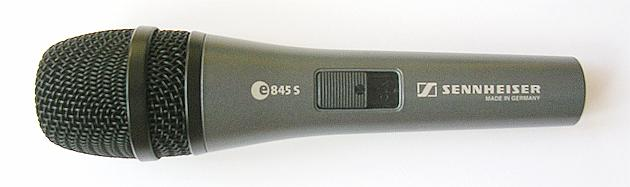
Microfone da Sennheiser

Em 1946, a empresa começou a construir microfones projetados para reportagens de transmissão, começando com seu primeiro design original, o DM 2, logo seguido pelo DM 3 e DM 4. Em 1953, a empresa lançou o microfone dinâmico MD 21, que se estabeleceu como o microfone padrão para reportagens de rádio e televisão.
Em 1955, a empresa tinha 250 funcionários e havia iniciado a produção de muitos produtos, incluindo equipamentos geofísicos, microfones com compensação de ruído, transformadores de microfone, mixers e fones de ouvido magnéticos em miniatura, e introduziu o MD 82, um dos primeiros microfones shotgun produzidos comercialmente no mundo, em 1956. No ano seguinte, a empresa lançou o "Microport", um sistema de microfone sem fio para produção de televisão.
Em 1958, a Labor W foi renomeada para Sennheiser Electronic e em 1960, a Sennheiser apresentou o MD 421; Este microfone também foi rapidamente adotado para aplicações de transmissão profissional, estúdios de gravação de música e apresentações de concertos ao vivo, o MD 421 é considerado um padrão da indústria, com mais de 500.000 unidades produzidas até 2020. No início dos anos 1960, Fritz Sennheiser encarregou Thomas Schillinger de estabelecer a presença da empresa nos Estados Unidos e com isto, foi criada uma empresa chamada de Sennheiser Electronics Corp. foi fundada em 1963.
Em 1968 foram lançados os primeiros fones de ouvido abertos do mundo, o HD 414, e em 1971, a Sennheiser lançou o MD 441. Em 1973 a companhia se transformou em uma sociedade limitada em 1973.
Em 1980, a empresa entrou no mercado de aviação, fornecendo à Lufthansa fones de ouvido para aviação, em 1982, a empresa começou a produzir microfones sem fio modernos, no mesmo ano em que o fundador Fritz Sennheiser entregou a gestão da empresa a seu filho, Jörg Sennheiser.
Em 1987, na 59º edição do Oscar, a Academia de Artes e Ciências Cinematográficas reconheceu a Sennheiser com o Prêmio Científico e de Engenharia pelo microfone shotgun MKH 816 padrão da indústria.
Em 1991, a Sennheiser adquiriu o fabricante de microfones de estúdio alemã Georg Neumann GmbH e transferiu a produção de microfones Neumann para uma fábrica de Sala limpas de nível 100 recém-construída em Wedemark, mantendo a sede oficial da Neumann em Berlim.
Em 2003, a Sennheiser firmou uma joint venture com a empresa dinamarquesa William Demant, especialista em aparelhos auditivos, tecnologia de diagnóstico e comunicação pessoal, estabelecendo a Sennheiser Communications A/Se em 2005, adquiriu a Sennheiser comprou a fabricante de alto-falantes Klein + Hummel.
Daniel Sennheiser, neto do fundador, ingressou na empresa em 2008,, assim como seu irmão Andreas Sennheiser dois anos depois. Ambos são acionistas da empresa. Em 1 de julho de 2013, Daniel e Andreas Sennheiser foram promovidos ao cargo de co-CEO, responsável pela Sennheiser Electronic GmbH & Co. KG.
Em 2014, a Sennheiser fundou a nova subsidiária Sennheiser Streaming Technology GmbH (SST), que desenvolve soluções de streaming para software e hardware. Em março do mesmo ano, a Sennheiser assumiu o patrocínio do Shanghai Concert Hall, que foi renomeado para Sennheiser Shanghai Concert Hall. Ao mesmo tempo, a empresa lançou a gravadora Sennheiser Media.
Em 2019, a Sennheiser adquiriu uma participação majoritária na Dear Reality, uma empresa especializada em algoritmos de áudio espacial e software de áudio VR/AR.
Em maio de 2021, a Sonova, fabricante suíça de aparelhos auditivos, adquiriu a divisão de áudio de consumo da Sennheiser, que produz uma variedade de fones de ouvido e alto-falantes de entretenimento doméstico, por 200 milhões de euros.
Em julho de 2022, a Sennheiser adquiriu a companhia suíça Merging Technologies.

## Produtos
- Fones de ouvido
- Microfones com e sem fio
- Sistemas de monitoramento pessoal
- Fones de ouvido para aviação
- Fones de ouvido multimídia
- Fones de ouvido empresariais
- Fones de ouvido para jogos
- Equipamentos de conferência e sistemas de informação
- Produtos de escuta assistida
- Softwares de audio